# Roberto Júlio de Figueiredo
Roberto Júlio de Figueiredo (sinh ngày 20 tháng 2 năm 1979) là một cầu thủ bóng đá người Brasil.

## Sự nghiệp câu lạc bộ
Roberto Júlio de Figueiredo đã từng chơi cho Avispa Fukuoka, Oita Trinita, Sagan Tosu, Yokohama FC và FC Tokyo.